# Hrunamannahreppur
Hrunamannahreppur (kiejtése: ˈr̥ʏːnaˌmanːaˌr̥ɛhpʏr̥) önkormányzat Izland Déli régiójában. Az Izlandi-felföldön fekvő területen található a Kerlingarfjöll hegység. Legnagyobb települése Flúðir.
Az országban itt találtak először törpeszúnyogot, amely az előrejelzések szerint az egész országban el fog terjedni.

## Fordítás
- Ez a szócikk részben vagy egészben  a   Hrunamannahreppur című angol Wikipédia-szócikk ezen változatának fordításán alapul.  Az eredeti cikk szerkesztőit annak laptörténete sorolja fel. Ez a jelzés csupán a megfogalmazás eredetét és a szerzői jogokat jelzi, nem szolgál a cikkben szereplő információk forrásmegjelöléseként.